# Resolutie 2180 Veiligheidsraad Verenigde Naties
Resolutie 2180 van de Veiligheidsraad van de Verenigde Naties werd unaniem door de VN-Veiligheidsraad aangenomen op 14 oktober 2014. De resolutie verlengde het mandaat van de MINUSTAH-vredesmacht in Haïti opnieuw met een jaar.

## Achtergrond
Haïti wordt al sedert de jaren 1990 geplaagd door politieke chaos, corruptie en rebellen. In 2004 stuurden de VN de MINUSTAH-vredesmacht naar het land om er de orde te handhaven.
In de jaren 2000 werd het land ook al veelvuldig getroffen door natuurrampen. Zo bracht een zware aardbeving het land, alsook de aanwezige VN-troepen, op 12 januari 2010 grote schade toe.

## Inhoud
In maart 2014 werd in Haïti het El Rancho-akkoord bereikt, volgens welk de parlements- en senaatsverkiezingen, die al in 2012 hadden moeten plaatsvinden, eind 2014 zouden worden gehouden, samen met de lokale verkiezingen. In juni 2014 had president Michel Martelly beslist dat ze op 26 oktober zouden doorgaan. Het parlement had de nodige wetgeving echter niet op tijd gestemd, en dus werd opnieuw uitstel aangekondigd.
Het mandaat van MINUSTAH werd verlengd tot 15 oktober 2015. De vredesmacht was inmiddels ingekrompen tot 2370 blauwhelmen. De voornaamste taak bleef het versterken van de Haïtiaanse Nationale Politie, zodat die de verantwoordelijkheid voor de veiligheid van het land kon overnemen. De doelstelling was dat die tegen 2016 15.000 operationele agenten zou tellen. Daarnaast zou de missie ook bijstand verlenen bij het organiseren van de verkiezingen.
De Veiligheidsraad veroordeelde de zware misdaden die vooral door misdaadbendes werden gepleegd jegens kinderen, alsook het alomtegenwoordige seksueel geweld tegen vrouwen en meisjes.

## Verwante resoluties
- Resolutie 2070 Veiligheidsraad Verenigde Naties (2012)
- Resolutie 2119 Veiligheidsraad Verenigde Naties (2013)
- Resolutie 2243 Veiligheidsraad Verenigde Naties (2015)

Lijst ·  2133 ·  2134 ·  2135 ·  2136 ·  2137 ·  2138 ·  2139 ·  2140 ·  2141 ·  2142 ·  2143 ·  2144 ·  2145 ·  2146 ·  2147 ·  2148 ·  2149 ·  2150 ·  2151 ·  2152 ·  2153 ·  2154 ·  2155 ·  2156 ·  2157 ·  2158 ·  2159 ·  2160 ·  2161 ·  2162 ·  2163 ·  2164 ·  2165 ·  2166 ·  2167 ·  2168 ·  2169 ·  2170 ·  2171 ·  2172 ·  2173 ·  2174 ·  2175 ·  2176 ·  2177 ·  2178 ·  2179 ·  2180 ·  2181 ·  2182 ·  2183 ·  2184 ·  2185 ·  2186 ·  2187 ·  2188 ·  2189 ·  2190 ·  2191 ·  2192 ·  2193 ·  2194 ·  2195